# Strophanthus holosericeus
Strophanthus holosericeus là một loài thực vật có hoa trong họ La bố ma. Loài này được K.Schum. & Gilg miêu tả khoa học đầu tiên năm 1902.